# Lellingeria pendulina
Lellingeria pendulina är en stensöteväxtart som beskrevs av Alan Reid Smith och R. C. Moran. Lellingeria pendulina ingår i släktet Lellingeria och familjen Polypodiaceae. Inga underarter finns listade.